# 小花耳
小花耳（学名：Dacrymyces minor）是属于花耳目花耳科花耳属的一种真菌，生长在常阔叶树、罕针叶树朽木上。该种分布于中国、俄罗斯、法国、英国、美国、瑞士、瑞典、新西兰等地。